# Eupistella digitibranchia
Eupistella digitibranchia är en ringmaskart som först beskrevs av Maurice Caullery 1944.  Eupistella digitibranchia ingår i släktet Eupistella och familjen Terebellidae. Inga underarter finns listade i Catalogue of Life.